# Ipanema (Rio de Janeiro)
Pour les articles homonymes, voir Ipanema.
 (novembre 2015).
Si vous disposez d'ouvrages ou d'articles de référence ou si vous connaissez des sites web de qualité traitant du thème abordé ici, merci de compléter l'article en donnant les références utiles à sa vérifiabilité et en les liant à la section « Notes et références ».
Ipanema est un quartier aisé, chic et branché de la zone sud de la ville de Rio de Janeiro, au Brésil. Il est bordé par le très chic quartier de Leblon à l'ouest, Lagoa Rodrigo de Freitas au nord qui le sépare du quartier de Lagoa, du quartier d'Arpoador à l'est et l'océan Atlantique au sud. Son nom est un mot guarani signifiant « mauvaises eaux ».

## La bossa nova

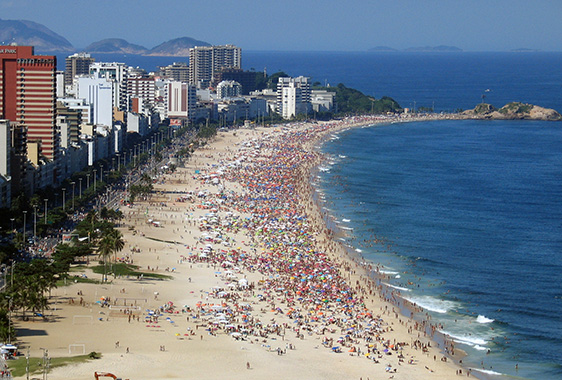
Plage de Ipanema à Rio de Janeiro

Ipanema est le berceau de la bossa nova inventée par Vinícius de Moraes, Antônio Carlos Jobim et João Gilberto. C'est de sa plage qu'il est question dans la chanson Garota de Ipanema (La Fille d'Ipanema) créée par Antônio Carlos Jobim  et Vinícius de Moraes, tous deux résidents d'Ipanema. Elle fut traduite en de très nombreuses langues.
Des concerts improvisés de bossa nova s'organisent encore dans la rue.

## La plage
Ce quartier possède une des plages les plus belles et plus connues du monde, juste à côté de celle de Copacabana. Elle s'étire sur 2,6 km, et est prolongée par la plage de Leblon. Elle est surplombée par la favela de Vidigal.
Au long de la journée, les plagistes proposent outre les traditionnels  "Sandwichi natural" et "guaraviton", la glace à l'Açaï (prononcer assahii) un fruit de la forêt amazonienne que l'on vend rarement en Europe. Les courants comme les vagues sont assez forts, aussi régulièrement des baigneurs imprudents se font ramener sur la plage par les hélicoptères de la police militaire.
En plus d'être un lieu de rencontre pour les habitants et les touristes, la plage est utilisée pour la pratique de différents sports, parmi lesquels le skimboard, le frescobol, le beach-volley, le football, le footvolley. Elle est également le site de concerts en plein air, qui ont lieu près du canal qui la sépare du quartier de Leblon. 
La plage d'Ipanema a inspiré le compositeur Vinícius de Moraes quand il a composé la chanson Garota de Ipanema.
Le soir, de la plage on peut admirer le crépuscule sur la Morro Dois Irmãos, les montagnes jumelles aux confins de Leblon et de Rocinha. Les baigneurs applaudissent lorsque le soleil passe derrière les montagnes pour le remercier de cette journée dans la ville merveilleuse. Le dimanche, comme à Copacabana, la circulation des véhicules automobiles est interrompue sur la partie de la chaussée de l'avenue qui borde la plage.
Les îles Cagarras sont un archipel inhabité situé à 5 km au large de la plage d'Ipanema,

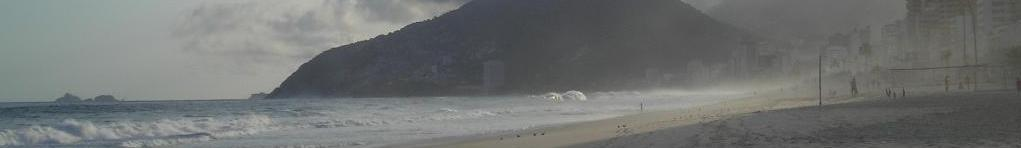
Panorama de la plage.

### Lespostos
Comme pour les autres plages de Rio, les postes de contrôles, posto, sont des points de repères pour les plagistes; la plage d'Ipanema comporte 3 postes (8, 9 et 10).

#### Posto 9
L'Histoire du Posto 9 est née dans les années 1980, lorsque le député Fernando Gabeira, ancien militant politique contre la dictature, est photographié en string sur la plage. L'emplacement hérite alors du statut de « cool et alternative »; où l'on retrouve une ambiance de gauche voire libertaire. Entre les postes 8 et 9, se rassemble la communauté homosexuelle autour du drapeau Arc-en-ciel.

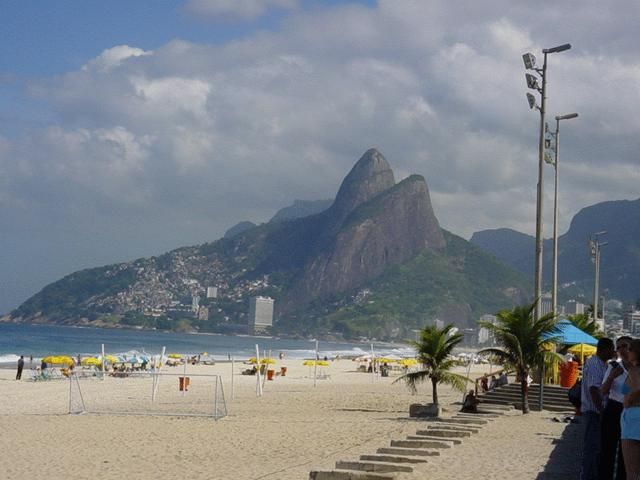
La plage d'Ipanema avec au fond le Morro Dois Irmãos
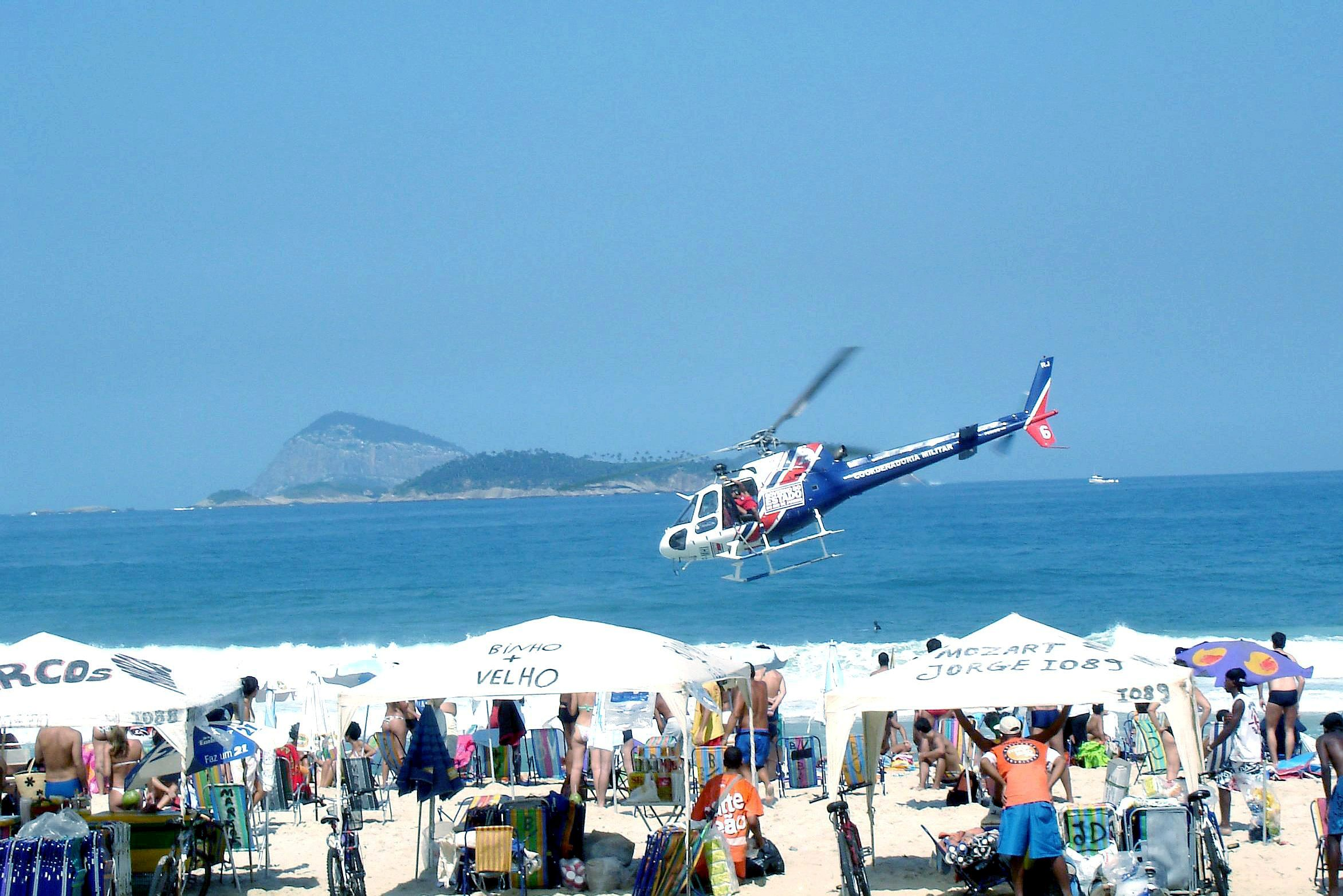
Un sauvetage en hélicoptère
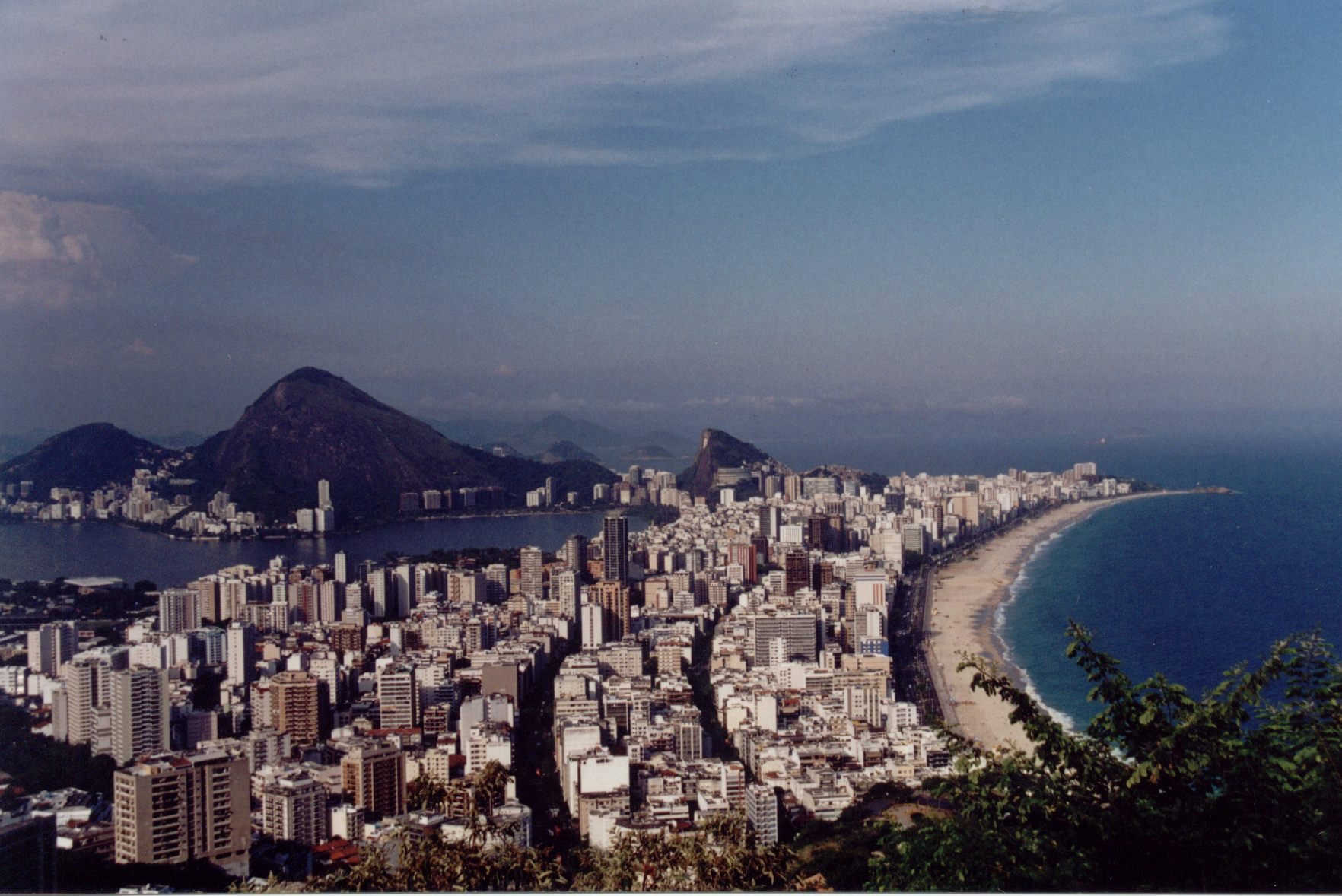
Ipanema et Leblon vues du Morro Dois Irmãos
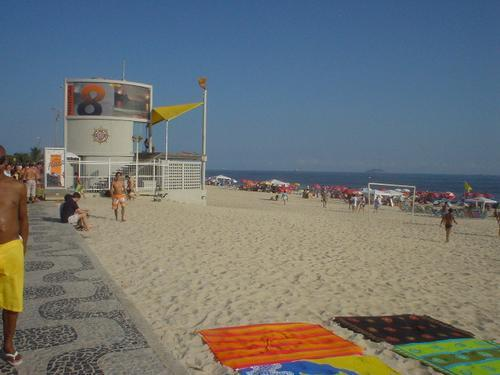
Poste no 8 sur la plage d'Ipanema
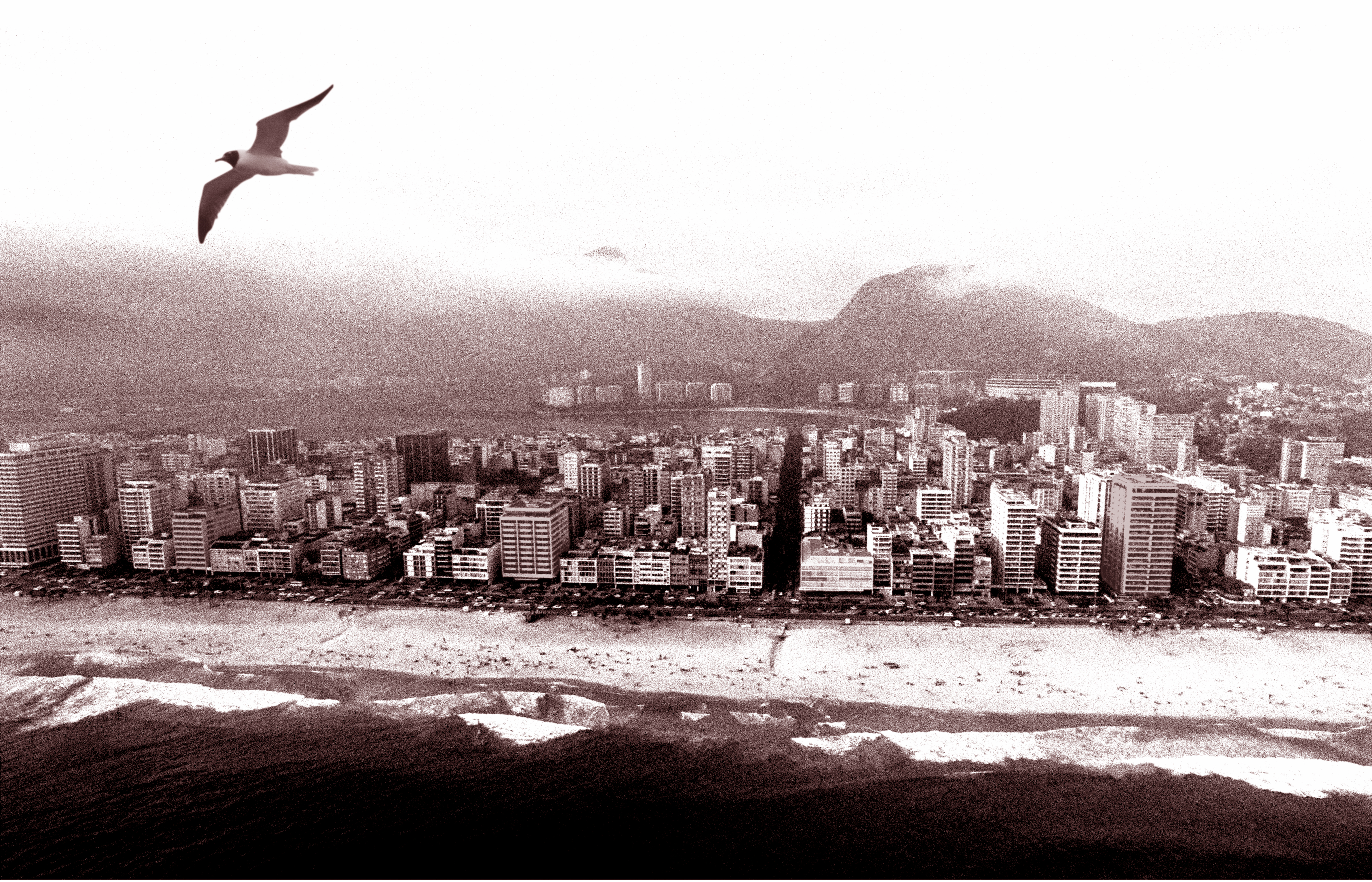
Vieira Souto - Lagoa Rodrigo de Freitas vu d'un hélicoptère

## Autres lieux
- La place du général Osório : en 1911, la fontaine de Saracuras, construite en 1795 dans la cour intérieure du Convento da Ajudala, y est déplacée ; un marché tenu par des anciens hippies s'y tient régulièrement pour vendre des objets artisanaux aux touristes.
- La Lagoa (la Lagune) : ce lac a été salinisé avec la percée du canal vers la mer pour lutter contre la prolifération des moustiques. Au bord ont alors été construites des résidences de standing et les Cariocas font de l'aviron sur le lac. On peut apercevoir le Christ Rédempteur au sommet du Corcovado. Pendant les fêtes de Noël et du jour de l'an, un sapin géant est dressé et ses illuminations se reflètent sur l'eau la nuit.
- Rua Garcia D'Ávila : c'est la rue chic d'Ipanema, parfois appelée rue française. On y trouve le Musée Stern, une école de l'Alliance française[2] et des boutiques de luxe.
- Église Nossa Senhora da Paz : petite église en face du jardin public, rua Visconde de Pirajá.

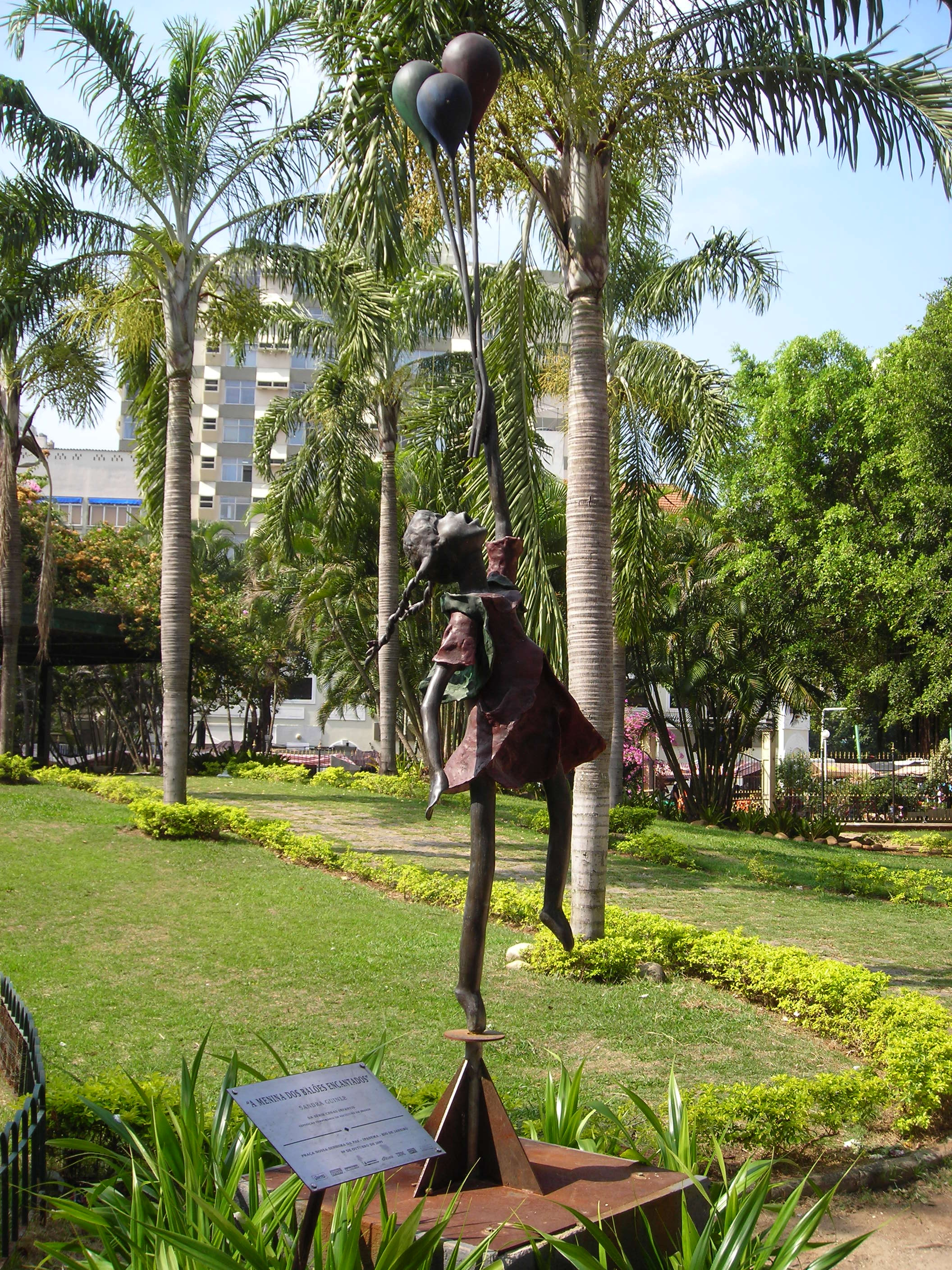
Jardin Nossa Senhora da Paz
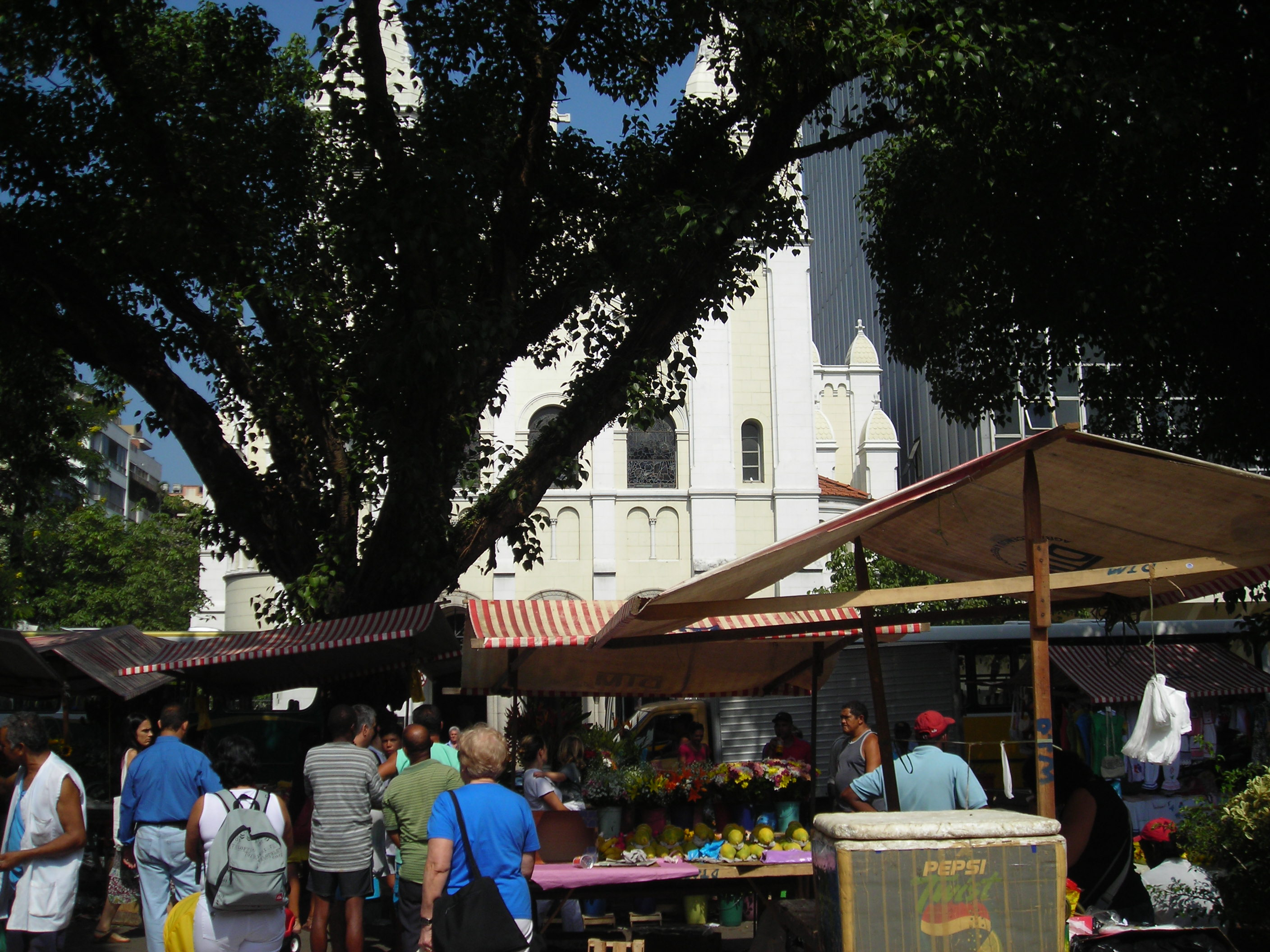
Marché devant l'église
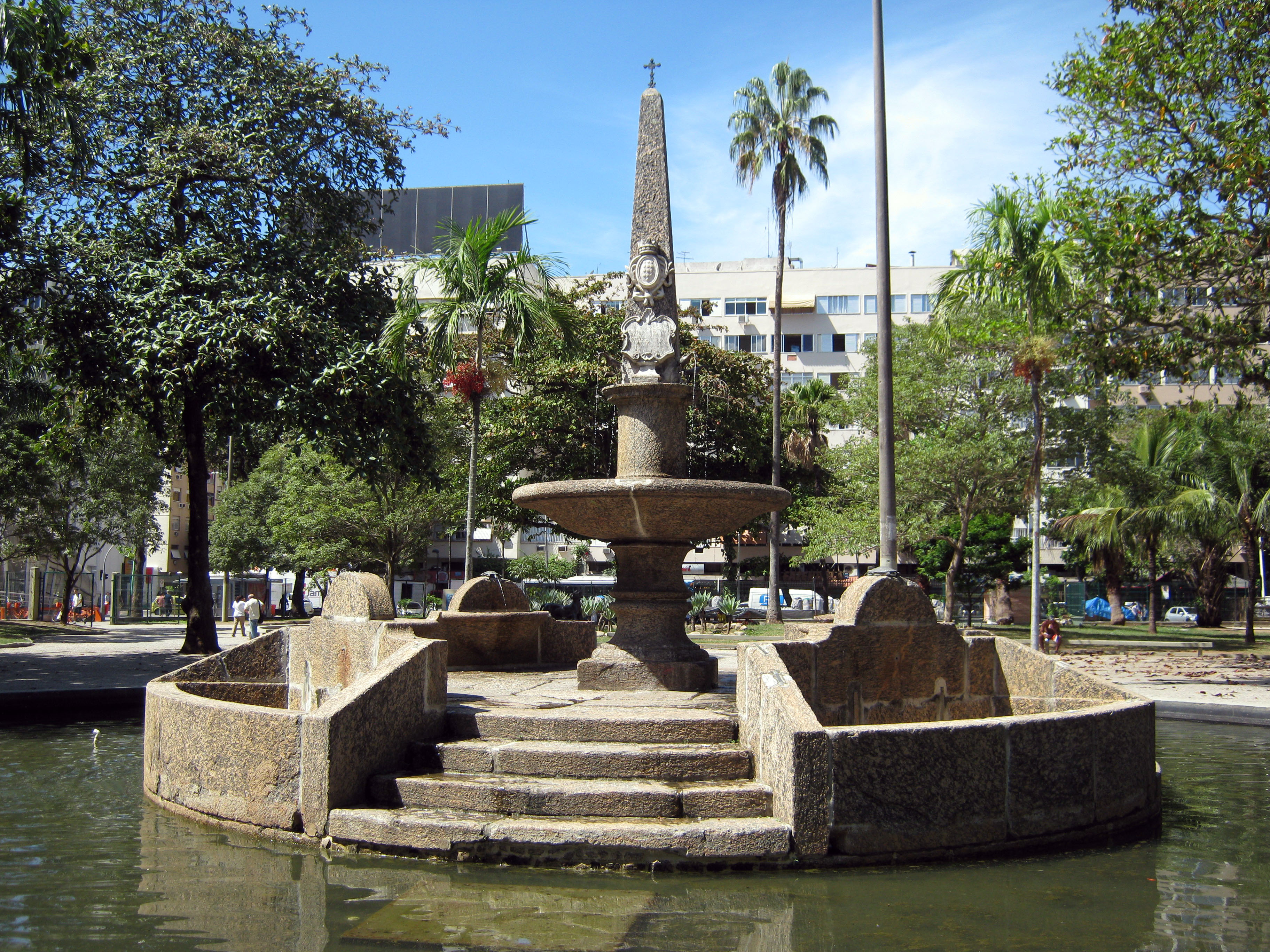
La fontaine de Saracuras, sur la Praça General Osório.

## Le culte du corps
À Rio, et particulièrement à Ipanema, l'apparence physique a une importance particulière; c'est pourquoi on y trouve de nombreux établissements pour modifier ou améliorer son corps : cliniques de chirurgie esthétique, salles de musculation (Academia de esporte), coiffeurs - manucure.

## Personnalités liées à Ipanema
Entre autres personnalités connues, on peut citer João Gilberto, Antônio Carlos Jobim et Vinícius de Moraes, musiciens de Bossa Nova.